# Fleestedt
Fleestedt (dolnoniem. Fleest) – miejscowość w gminie Seevetal w powiecie Harburg w niemieckim kraju związkowym Dolna Saksonia. Należy do gminy Seevetal od 1 lipca 1972 roku. Fleestedt zamieszkuje 4 167 mieszkańców (30 czerwca 2008).

## Kultura
Znajduje się tu szkoła podstawowa, mała hala sportowa, dwa boiska sportowe, boisko tenisowe i małe centrum handlowe w centrum.

## Komunikacja
Ma bardzo dobre bezpośrednie połączenie komunikacyjne poprzez węzeł Seevetal-Fleestedt z autostradą A7. Ponadto jest połączenie autobusowe z Hamburgiem, jak również znajduje się tu dworzec kolejowy w pobliżu Emmelndorfu, chociaż jego nazwa pochodzi od nazwy miejscowości Hittfeld.

## Herb
W herbie Fleestedt jest wiatrak, który jeszcze do wojny stał w pobliżu obecnej autostrady A7, ale został zburzony w czasie działań wojennych, aby utrudnić aliantom rozpoznanie punktu orientacyjnego podczas nalotów pod koniec wojny.